# 카심 칸국
카심 칸국(타타르어: Qasím xanlığı/Qasím patşalığı, Касыйм ханлыгы/Касыйм патшалыгы 카심 하늘르그/카심 파트샬르그, 러시아어: Касимовское ханство, Касимовское царство 카시모프스코에 한스트보, 카시모프스코에 차르스트보[*])는 1452년에서 1681년까지 랴잔 주의 카시모프에 존재했다. 수도는 카시모프였고, 카심 칸은 1대가 올레그 모함마드였다.

## 초기 역사
이 지역에 거주했던 초기 주민은 핀계 그룹인 메쇼라인과 무로마인, 모르도바인이었다. 그리고 이 지역은 키예프 루스와 볼가 불가리아의 영향력 하에 있었다. 이 지역은 나중에 블라디미르 대공국의 영토로 편입되었다. 1152년 블라디미르의 유리 돌고루키 대공은 이곳에 고로데츠메쇼르스키를 건설했다. 몽골이 키예프 루스를 파괴하고, 이 지역은 킵차크 한국의 영토로 편입되었다.